# Assane Ndoye
Assane Ndoye (Nogent-sur-Marne, 16 agosto 1996) è un cestista francese.

## Palmarès
- Pro B: 1

Blois: 2017-18